# 모시아노산탄젤로
모시아노산탄젤로(이탈리아어: Mosciano Sant'Angelo)는 이탈리아 아브루초주 테라모도에 위치한 코무네다.

## 축제
7월에 재즈 축제가 열린다.